# Ronit Baranga

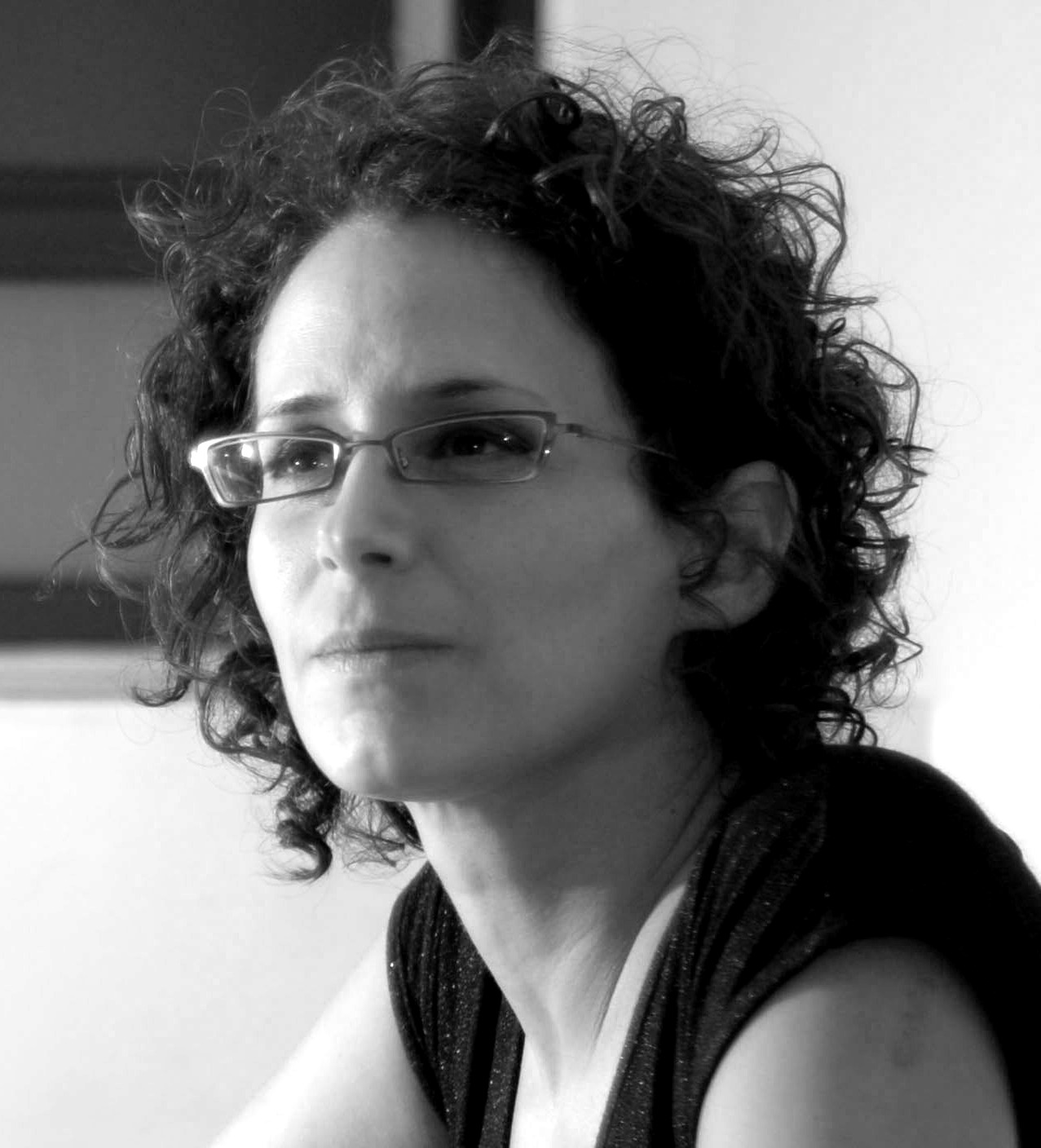
Ronit Baranga, 2017

Ronit Baranga (hebräisch רונית ברנגה, * 4. April 1973 in Haifa) ist eine israelische zeitgenössische bildende Künstlerin, die als Bildhauerin und Installationskünstlerin tätig ist.

## Werdegang
Ronit Baranga wurde 1973 in Haifa geboren. Sie studierte von 1994 bis 1997 Psychologie und hebräische Literatur an der Universität Haifa und schloss das Studium mit einem B.A. in diesen Fächern ab. Von 1999 bis 2000 studierte sie Kunstgeschichte an der Universität Tel Aviv und von 2000 bis 2004 Bildende Kunst am HaMidrasha des Beit Berl College  in Beit Berl, Kfar Saba. Um 2010 kam ihre Tochter zur Welt. Ronit Baranga lebt und arbeitet in Zichron Jaʿakov in Israel.
2011 wurde Ronit Baranga mit dem „Honorable Mention Award“ des China Kaolin Grand Prix for International Ceramic Art ausgezeichnet, erhielt 2012 den „Juror’s Recommendation Prize“ der Taiwan Ceramics Biennale und wurde 2016 mit dem „Israeli Ministry of Culture Award“ geehrt.

## Werk

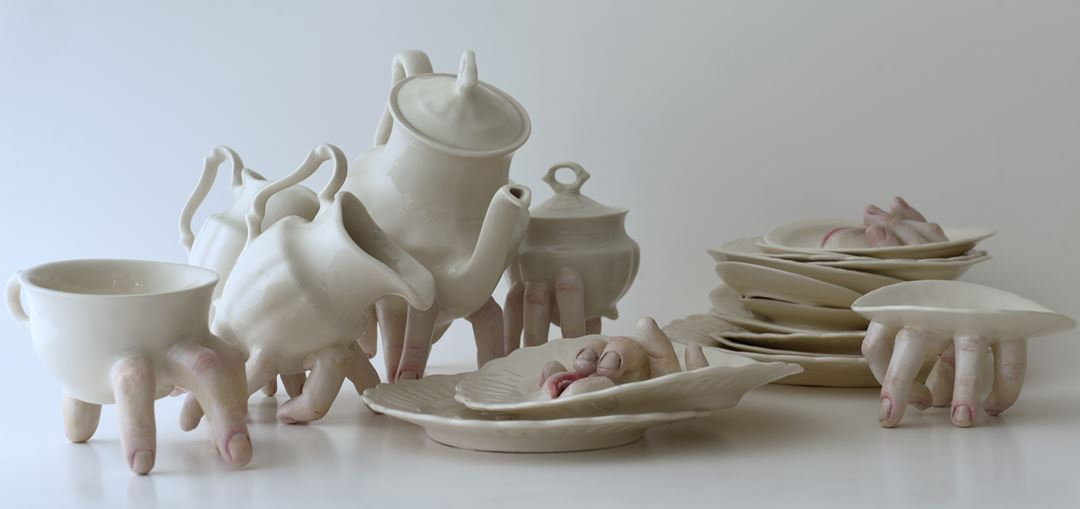
Untitled Feast

Ronit Baranga schafft figurative und teils hyperrealistische Skulpturen und Keramiken. Ihr bevorzugter Werkstoff ist Ton, den sie nach dem Brennen mit Acrylfarben bemalt. Sie arbeitet parallel an mehreren Werken, die sich meist in unterschiedlichen Stadien der Fertigstellung befinden. Die Werke entstehen in Serien, die sich aufeinander beziehen. In ihrem Werk spielen die Hände, insbesondere die Finger, eine wichtige Rolle, ebenso wie weit „geöffnete Münder, die Ausdruckskraft und Erotik ausstrahlen“. Ein Reiz ihrer Werke ist „der verstörende Widerspruch, sowohl Anziehung aufgrund ihrer Sinnlichkeit als auch Abstoßung aufgrund der Seltsamkeit zu erfahren, die die von der Künstlerin geschaffenen Situationen prägt.“
Ihre Werksammlung All Things Sweet and Painful zeigt „Alltagsgegenstände wie Teller, Schüsseln, Teetassen, Cupcakes und Kuchen, sind jedoch mit Mündern überwuchert und vermenschlicht, wobei Finger nach der sonst gewöhnlichen Kontur des Objekts greifen.“ Bei ihren Geschirrskulpturen wird der Gebrauch unmöglich, da „sie nun einen eigenen Willen, eigene Bedürfnisse und Wünsche haben“. Ihre Skulptur My Artemis der griechischen Jagdgöttin trägt eine Gruppe aus mit Mündern versehenen Brüsten, bei denen sich nicht feststellen lässt, ob diese mit ihrem Körper verbunden oder davon getrennt sind. Sie fertigt auch realistische menschliche Figuren, die mit zusätzlichen Mündern oder Gliedmaßen ausgestattet sind. In ihren Baby-Skulpturen greift sie das Thema Mutterschaft auf.

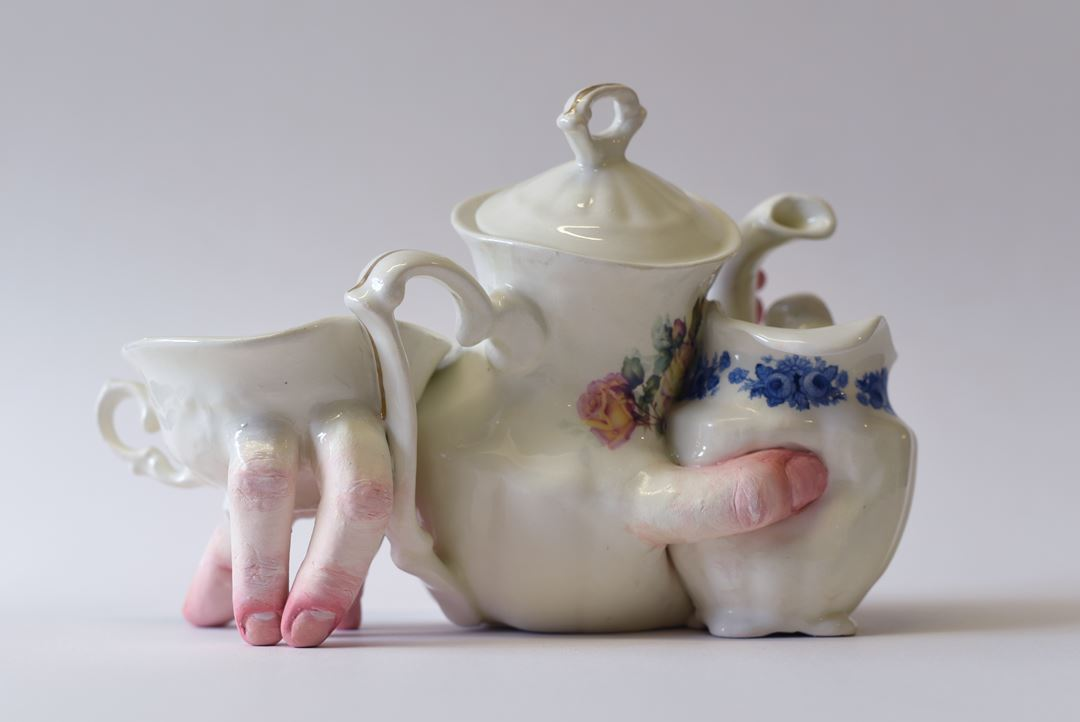
Embraced
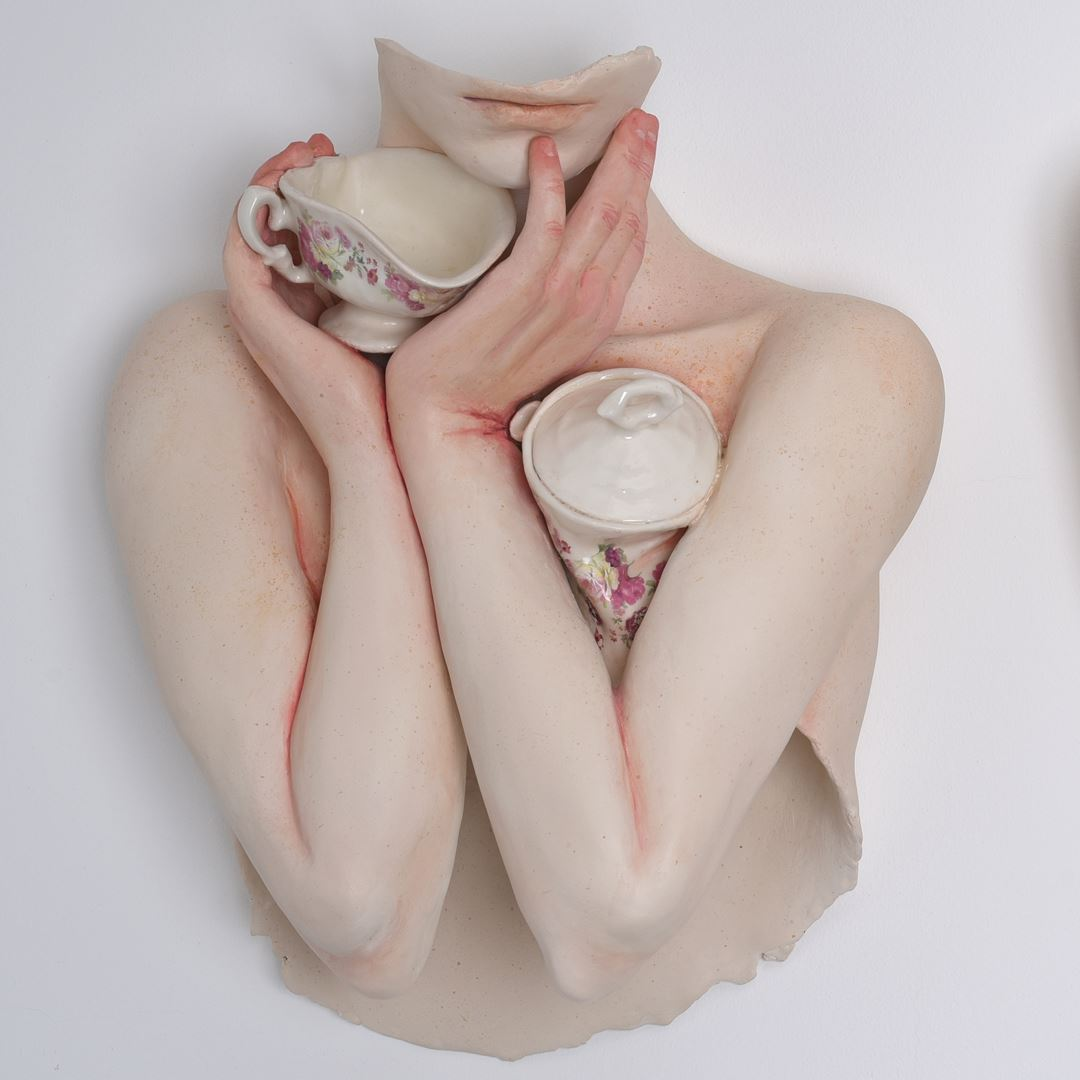
Hollowed Ladies
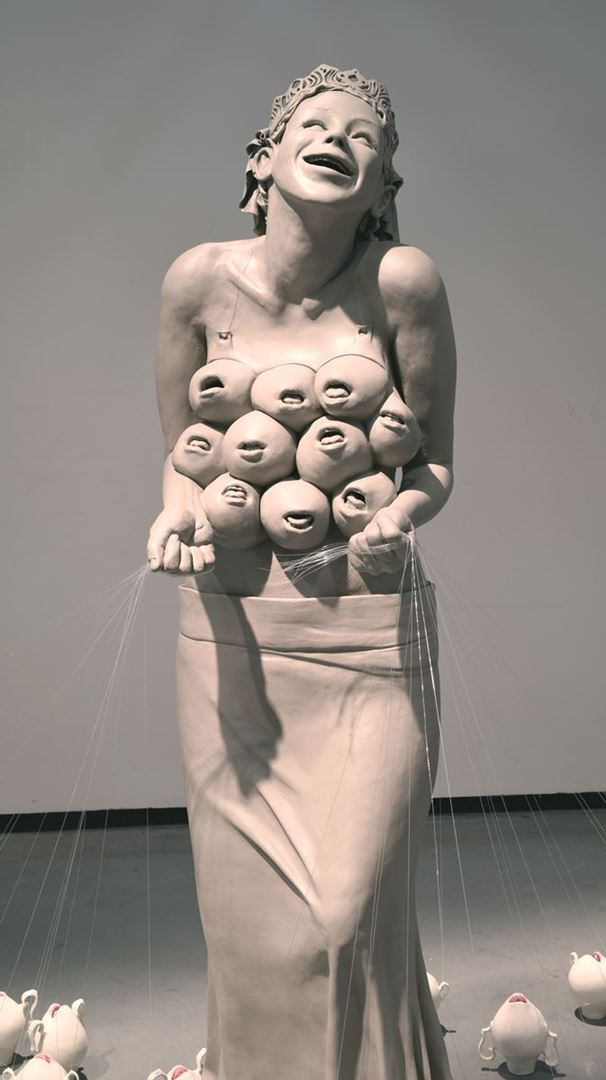
My Artemis
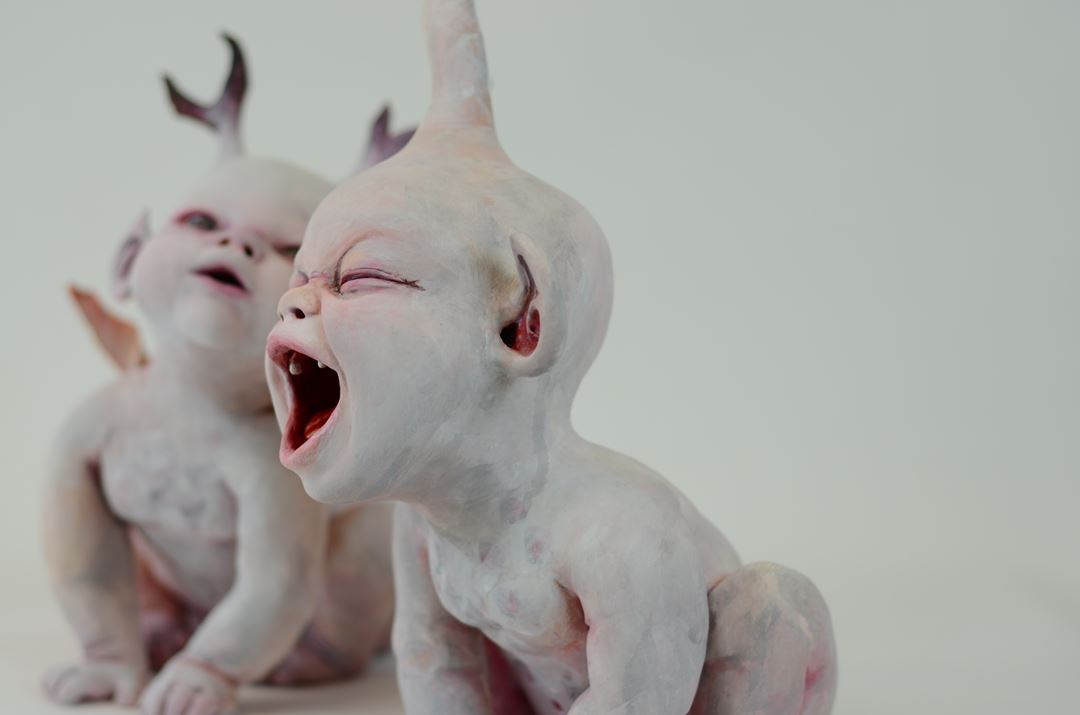
The Grave Watchers Childhood – Version 2
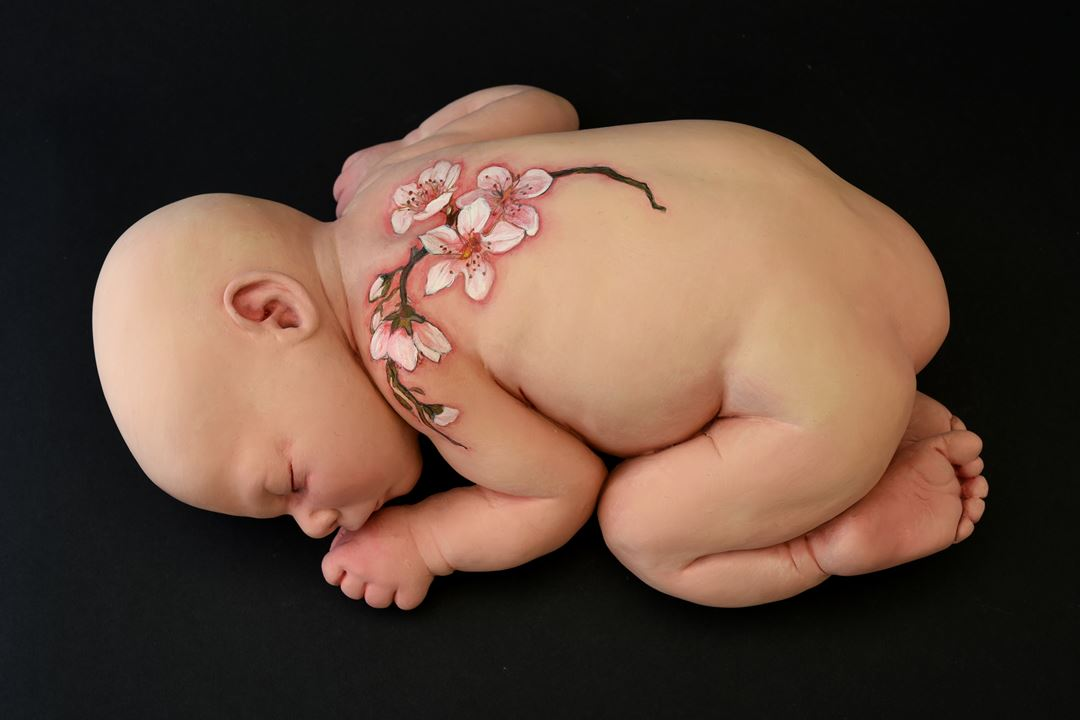
Tattooed Baby

## Ausstellungen (Auswahl)
- 2022/2023: Breaking the Barriers of Material – Highlights from the Tel Aviv Biennale of Craft & Design. Yingge Ceramics Museum, Taipeh
- 2022: Esprits Libres, Céramiques en Résistance. Fondation Bernardaud, Limoges
- 2022: All Things Sweet and Painful. Beinart Gallery, Brunswick, Australien
- 2021: The Tel Aviv Crafts and Design Bienalle 2020. Eretz Israel Museum, Tel-Aviv
- 2019: Fake News – Fake Truth. Haifa Museum of Art, Haifa
- 2019: The Child Within Me: A Selection from the Ömer Koç Collection. Abdül Mecid Efendi Museum, Istanbul
- 2019: And the Ship Still Sails. Zaritsky Artists House, Tel Aviv
- 2019: First Offerings. Kfar-Saba Municipal Gallery, Kfar Saba
- 2017/2018: We Hearby Declare. MoBY-Museums, Bat Yam
- 2017/2018: Tree of Life in Chana Orloff: Feminist Sculpture in Israel. Mané-Katz Museum, Haifa
- 2017: Gross Anatomies. Akron Art Museum, Akron
- 2016/2017: Flying Baby in Rock Paper Scissors. Haifa Museum of Art, Haifa
- 2015: Wet-Fired – 8. Biennale für israelische Keramik. Eretz Israel Museum, Tel-Aviv[8]
- 2015: Dismaland. Weston-super-Mare, Somerset[2]
- 2015: International Ceramic Triennial UNICUM. Slowenisches Nationalmuseum, Ljubljana[2]